# Distretto di Bunda
Il distretto di  Bunda è un distretto della Tanzania situato nella regione di Mara. È suddiviso in 28 circoscrizioni (wards) e conta una popolazione di 335 061 abitanti (censimento 2012). 
Elenco delle circoscrizioni:
- Balili
- Bunda Mjini
- Bunda Stoo
- Butimba
- Chitengule
- Guta
- Hunyari
- Igundu
- Iramba
- Kabasa
- Kasuguti
- Ketare
- Kibara
- Kisorya
- Kunzugu
- Mcharo
- Mihingo
- Mugeta
- Namhula
- Nampindi
- Nansimo
- Neruma
- Nyamang'uta
- Nyamuswa
- Nyasura
- Salama
- Sazira
- Wariku